# Новостройка (Богородський міський округ)
Новостро́йка (рос. Новостройка) — селище у складі Богородського міського округу Московської області, Росія.

## Населення
Населення — 2066 осіб (2010; 2338 у 2002).
Національний склад (станом на 2002 рік):
- росіяни — 89 %